# Chrysocharis robusta
Chrysocharis robusta är en stekelart som beskrevs av Yoshimoto 1973. Chrysocharis robusta ingår i släktet Chrysocharis och familjen finglanssteklar. Inga underarter finns listade i Catalogue of Life.